# Secondo Stato
Il Secondo Stato era, nell'Ancien Régime francese, la nobiltà.

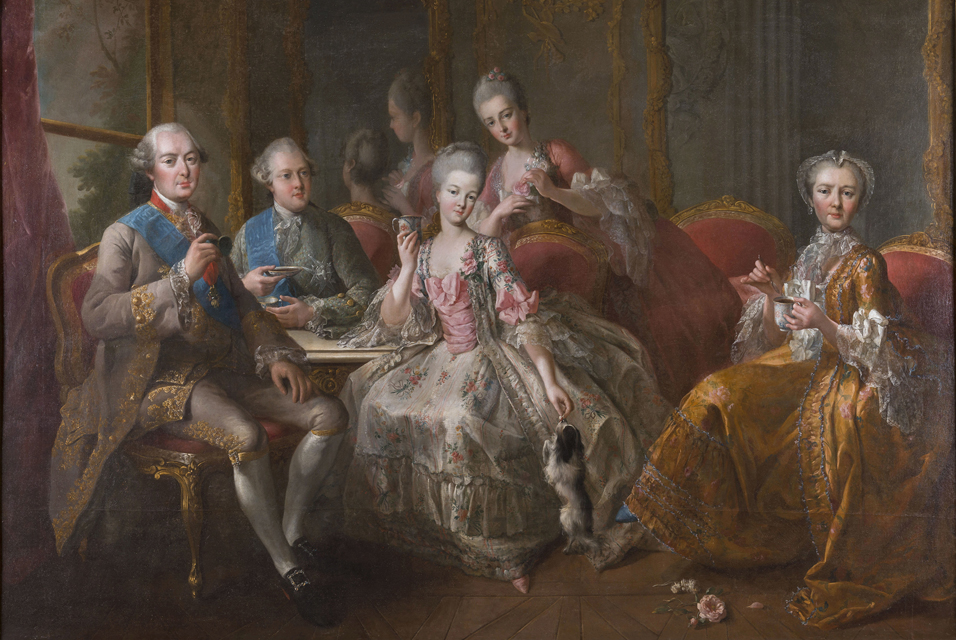
Ritratto della famiglia del duca di Penthièvre (dipinto di Jean-Baptiste Charpentier, 1768)

## Storia
Essa costituiva l'1,4% della popolazione totale, ma possedeva ben il 30% delle terre. La nobiltà, come il clero, non pagava le tasse che andavano tutte a carico del Terzo Stato. Parte della nobiltà visse, dal 1682 al 1789, nella sontuosissima Reggia di Versailles accanto al re. Questa decisione fu presa dallo stesso Luigi XIV, che voleva tenere sotto controllo la nobiltà: nella reggia, infatti, i nobili erano occupati dai pettegolezzi e da un complesso cerimoniale da rispettare per poter entrare nelle grazie del re.
Infatti, quando nel 1648 il cardinale Mazarino, ministro che governava per conto di Luigi XIV, decise di vendere cariche nobiliari per riempire le casse dello Stato, i nobili organizzarono una rivolta, la Rivolta della Fronda, perché temevano di divenire troppo numerosi e quindi poco potenti. Nella Rivolta della Fronda combatté soprattutto il popolo, sobbillato dai nobili ed esasperato dalla povertà. Luigi XIV, allora re ma ancora bambino, pare si fosse visto entrare i riottosi nella camera da letto e perciò, alla morte di Mazarino nel 1661 e quindi all'assunzione dei suoi pieni poteri, decise che il primo problema da risolvere era proprio quello della nobiltà, sempre pronta a ribellarsi al volere del re. Così ingrandì la palazzina di caccia appartenuta al padre, re Luigi XIII, e vi si trasferì con la corte e i nobili.
La nobiltà perse i suoi poteri con la Rivoluzione, con cui salì al potere la classe borghese.